# Patryk Klofik
Patryk Klofik (ur. 15 maja 1986 w Pile) – polski piłkarz występujący na pozycji środkowego lub bocznego pomocnika.
Karierę zaczynał w klubach miejscowych Polonia Piła i MKP 1999 Piła. Później grał głównie w wielkopolskich klubach - Sokół Pniewy, MSP Szamotuły, ponownie Sokół, Mieszko Gniezno, kolejny raz Sokół, Tur Turek i Kania Gostyń. Po bardzo dobrym sezonie klubu z Gostyni, gdy Kania nieoczekiwanie wywalczyła awans, przeszedł do Zagłębia Lubin. Jednakże w lubińskim klubie rzadko występował; został wypożyczony, a kierunkiem wypożyczenia utalentowanego gracza został Śląsk Wrocław. Po dobrej rundzie jesiennej sezonu 2007/2008 we wrocławskim klubie, działacze Śląska postanowili go wykupić. Ostatecznie jednak do transferu nie doszło; w czerwcu 2008 okres wypożyczenia do Śląska się skończył i zawodnik powrócił do zespołu z Lubina. W styczniu 2009 na mocy transferu definitywnego Klofik dołączył do zespołu Śląska Wrocław. Od sezonu 2010/2011 do sezonu 2011/2012 piłkarz Zawiszy Bydgoszcz. W latach 2012–2013 był zawodnikiem Calisii Kalisz.